# Брюк, Криста Анита
Криста Анита Брюк (нем. Christa Anita Brück; урожденная Криста Яаб (нем. Christa Jaab), в замужестве — Ладиш (нем. Ladisch); 9 июня 1899, Лигниц, Германская империя, — 22 февраля 1958, Кёнигштайн, ФРГ) — немецкая писательница.

## Жизнь и творчество
Криста Яаб была дочерью почтового чиновника. После окончания лицея и обучения торговле десять лет работала стенографисткой и секретаршей в Берлине. В 1920 году ее статьи начал печатать еженедельник Morgen. Ostpreußische Wochenzeitschrift. В 1928 году ее представили по радио как «восточнопрусскую писательницу». В 1932 году ее статья «Стенографистка выше среднего» (нем. Die Stenotypistin überm Durchschnitt) появилась в газете компании.
В 1934 году вышла замуж за руководящего банковского служащего Гюнтера Ладиша.
Под псевдонимом «Криста Анита Брюк» написала четыре романа, посвященных положению женщин-служащих на закате Веймарской республики. Первый, «Судьбы за пишущими машинками» (нем. Schicksale hinter Schreibmaschinen), был хорошо принят и переведен на несколько языков. О нем одобрительно отозвался социолог Зигфрид Кракауэр, но Курт Тухольский раскритиковал книгу в пух и прах:
К сожалению, господь не благословил госпожу Брюк. Эта история о служащих – мусор. [...] Никудышная книга.
Ассоциация женщин — торговых и конторских служащих раскритиковала книгу за «недостаточную индивидуальную готовность к самопожертвованию и неприкрашенное изображение конторской реальности». В 1933 году, после прихода национал-социалистов к власти, Брюк попала в список авторов, чьи книги подлежали сожжению.
В ее втором романе «Девушка с прокурой» (нем. Ein Mädchen mit Prokura) говорится о положении мелких банковских служащих во время немецкого банковского кризиса 1931 года. По книге в 1934 году был снят художественный фильм Арзена фон Черепи.
Действие криминального романа «Судья из Мемеля» (нем. Der Richter von Memel) разворачивается на фоне литовско-немецких конфликтов на территории тогдашнего Клайпедского края. Вышедший в 1941 году роман «Лавина» (нем. Die Lawine) тематически связан с первым романом Брюк. Следующая книга «Кто еще разговаривает с Людеманом?» (нем. Wer spricht noch mit Luedemann?) не была опубликована и, похоже, исчезла.

## Произведения
- Schicksale hinter Schreibmaschinen. — Berlin: Sieben — Stäbe — Verlag und Druckereigesellschaft, 1930.
- Ein Mädchen mit Prokura. — Berlin: Sieben — Stäbe — Verlag, 1932.
- Der Richter von Memel. — Berlin: Ullstein Verlag, 1933. (Ullstein — Bücher, N. F. 7)
- Die Lawine. — Berlin: Deutscher Verlag, 1941. (Uhlenbücher, Bd. 191)[12]